# ピーター・レマー
ピーター・レマー（Peter Lemer、1942年6月14日 - ）は、イギリスのジャズ・ミュージシャンである。
ピーター・レマー・クインテット、スポンティニアス・ミュージック・アンサンブル、アネット・ピーコック、ハリー・ベケット、ギルガメッシュ、ベイカー・ガーヴィッツ・アーミー、セブンス・ウェイヴ、ハリー・ベケッツ・ジョイ・アンリミテッド、ピエール・ムーランズ・ゴング、マイク・オールドフィールド・グループなどと共演している。 彼は現在、イン・カフーツ、ピーター・レマー・トリオ／カルテット、バーバラ・トンプソンズ・パラファナリア、ピーター・レマー-ビリー・トンプソン・カルテット／デュオと共演している。

## 初期の生活と教育
ピーター・レマーはイギリス、ロンドン生まれ。スヴェン・ウェーバー（Sven Weber）やジョン・ガードナーと共に、また個人的にはトーマス・ラヤナ（Thomas Rajna）と共に、王立音楽アカデミーでピアノと作曲を学んだ。さらに、ジャック・ゴールズウェイグ（Jack Goldzweig）によるロンドンでのワークショップ（マル・ウォルドロンやジョン・ミーガンと共にニューヨークで指導していた）でも勉強した。レマーはその後、デヴィッド・ウォルターとダブルベースを勉強するためにニューヨークに行き、ビル・ディクソンが運営するワークショップに参加し、ジャッキー・バイアードやポール・ブレイとピアノを勉強した。

## 経歴
1965年、彼はジョン・スティーヴンスとジェフ・クラインとのトリオを結成し「Little Theatre Club」のオープニングを飾った。1966年には、ドラムのジョン・ハイズマン、テナー・サックスのジョージ・カーン、バリトン・サックスのジョン・サーマン、そしてベースのトニー・リーヴスと共に、ピーター・レマー・クインテットを結成。このバンドはロニー・スコッツ・ジャズ・クラブでのシーズンを成功裡に果たし、マイク・テイラー・トリオと共に、1960年代後半から1970年代初頭にかけて英国のフリー・ジャズ・ムーブメントへの道を切り開く一助となった。その成果は、1枚のLP、エディ・クレイマーによってエンジニアリングされたアルバム『ローカル・カラー』として切り結ばれた。
1969年、レマーは実験的なジャズ・グループ、スポンティニアス・ミュージック・アンサンブルと仕事した。
その年、彼はバーバラ・トンプソンのグループにも加わった。その関係は、バーバラが夫のジョン・ハイズマンと共にパラファナリアを結成するところにまで発展した。パラファナリアは、ヨーロッパで最も頻繁に演奏するジャズ志向のグループになり、レマーは現在までのほとんどの期間でキーボード奏者を務めた。そして、10枚のアルバムが、ライブで、またはトンプソンとハイズマンの所有するテンプル・ミュージック・スタジオでレコーディングされた。
1974年に、レマーはギルガメッシュに参加し、いくつかのギグといくつかのBBCセッションを果たした。彼はその後、引っ張りだこのセッション・プレイヤーとなった。
1974年、シンセサイザーを基調とするロック・バンドのパイオニアであるケン・エリオットのセブンス・ウェイヴに加わり、彼らのセカンド・アルバム『サイ・ファイ』に参加している。
1975年に、彼はジンジャー・ベイカー、ミスター・スニップス、そしてガーヴィッツ兄弟に加わり、ベイカー・ガーヴィッツ・アーミーでアルバム『天上の闘い』をレコーディングした。
1976年、最終アルバム『Strange Terrain』をレコーディングしていたヤン・デュークス・デ・グレイに短期間参加した。アルバムは1976年に録音されたものの、2010年になってやっとリリースされた。
1979年に、レマーは2人のキーボード奏者のうちの1人として、マイク・オールドフィールドの50人編成のツアー・バンドに加わった。これが縁で、ピエール・ムーランズ・ゴングのアルバム『タイム・イズ・ザ・キー』にゲスト参加した。
レマーはバンド「イン・カフーツ」で仕事をし、共にアルバム『カッティング・ボース・ウェイズ』（1987年）で演奏し、ヨーロッパをツアーした。1987年にはパラフェルナリアに参加し、アルバム『A Cry from the Heart』（1987年）、『Everlasting Flame』（1993年）、『Shifting Sands』で演奏した。
レマーは再びイン・カフーツと仕事をすることになった。アルバム『ディッギング・イン』（1991年）で演奏し、1995年には、バンドに永久再加入することとなった。2度のイン・カフーツ・ツアーの後、レマーは1999年に最新アルバムをサポートするパラファナリアとのツアーに専念した。なお、バーバラ・トンプソンがパーキンソン病と戦っている間、ツアーは行っていない。
レマーの近作には、ビリー・トンプソンと録音した『Players of Games』、『Looking for Soup』、イン・カフーツと録音された『オール・ザット』、パラファナリアと録音された『Never Say Goodbye』などがある。

## 現在
現在はピアノ、即興演奏、音楽技術の指導を行っている。また、スペインのハーロー管弦楽団とも共演している。
また、世界的な飢餓を終わらせるためのロビー活動にも積極的に関わっており、世界的に貧困を根絶するための英国有数の市民擁護団体であるResults UKのグループ・リーダーとして参加している。

## ディスコグラフィ

### アルバム
- 『ローカル・カラー』 - Local Colour (1968年) ※ピーター・レマー・クインテット名義